# 八幡神社 (関市上之保)
八幡神社（はちまんじんじゃ）は、岐阜県関市上之保（旧・武儀郡上之保村）に鎮座する神社（八幡神社）。
先谷八幡神社とも称す（先谷は八幡神社がある集落の名称）。

## 概要
大宝元年（701年）、山城国宇治郡の大伴氏の神主が酒谷八幡宮として創立。後に壬申の乱で大友皇子側に従軍していた大伴武波がこの地に落ち延び、宇佐神宮の八幡神合わせて多岐都姫を奉祀し、鳴瀧宮に改称したという。
近代社格制度では1943年（昭和18年）に郷社に指定された。1959年（昭和34年）4月に岐阜県神社庁より県神社庁長参向指定神社（金幣社）の指定を受ける。

## 祭神
- 応神天皇
- 白山比咩神

## 例祭
- 八幡神社大祭

4月第2日曜日開催。先谷まつりとも称する。奇面（鬼面）をかぶった「棒ふり」が練り歩く。悪口を言う参拝者に棒ふり追いかけ、叩くなどを行う。

## 文化財
- 鰐口　永禄銘　岐阜県指定文化財
- 石燈籠

船山村、宮脇村の住民が奉納した石燈籠。元禄5年（1692年）、元禄6年（1693年）の銘がある。1986年（昭和61年）武儀郡上之保村の有形文化財（現・関市有形文化財）に指定されている。

## 天然記念物
- 八幡神社社叢

スギを中心とする社叢。1973年（昭和48年）3月に岐阜県の天然記念物に指定されている。

## 交通アクセス
- 関市内巡回バス津保川地域巡回バス（船山コース）「先谷」 バス停下車、徒歩すぐ。